# Die BIF – Blätter Idealer Frauenfreundschaften
Die BIF – Blätter Idealer Frauenfreundschaften, Untertitel Monatsschrift für weibliche Kultur, war eine lesbische Zeitschrift in der Weimarer Republik, verlegt von 1926 bis 1927 in Berlin. Sie war als erste lesbische Zeitschrift weltweit verlegerisch, redaktionell und inhaltlich unabhängig von Männern.

## Veröffentlichungsdaten und Editionsgeschichte

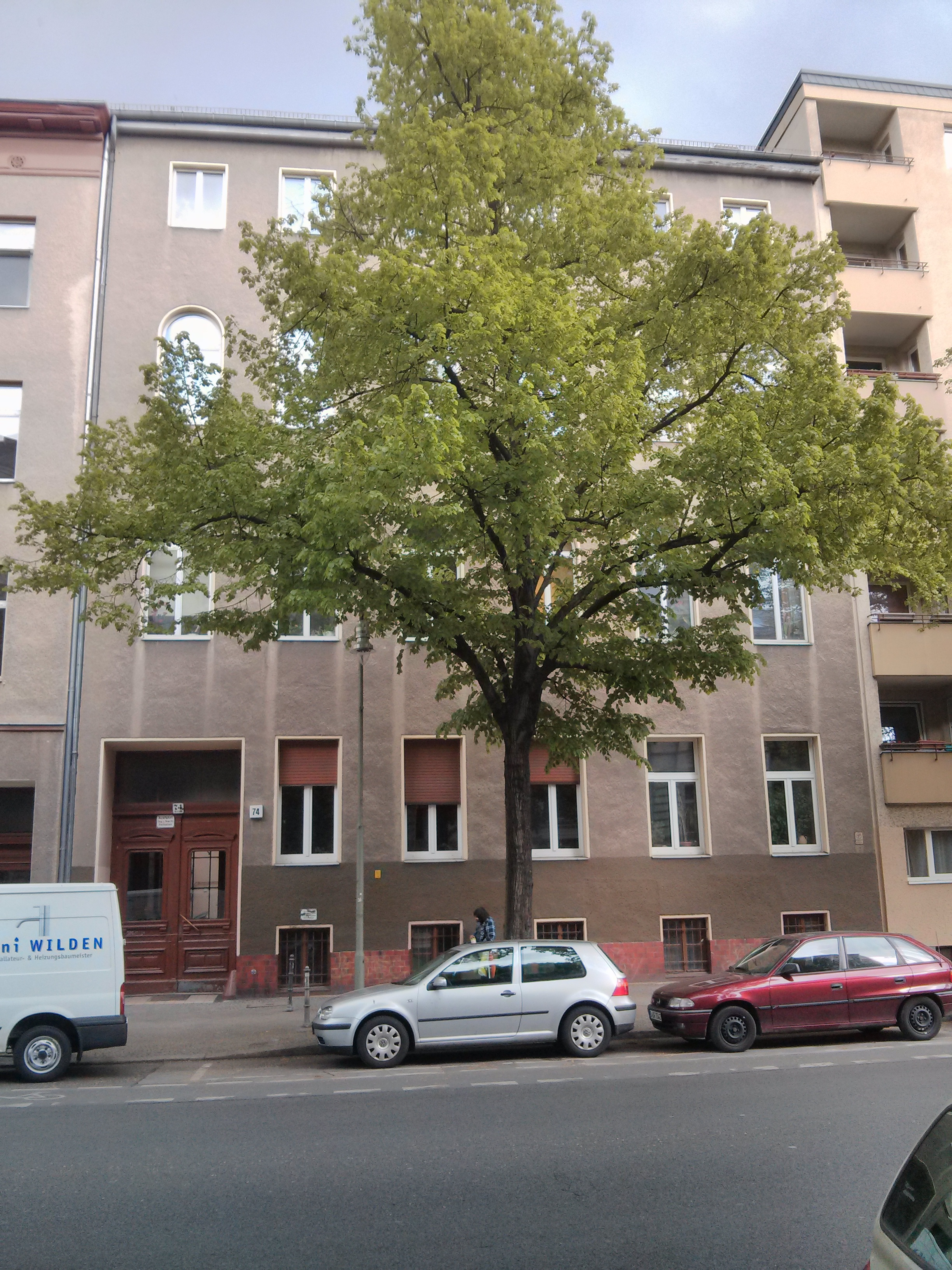
Großbeerenstraße 74 in Berlin, Redaktionssitz der BIF

Die BIF wurde im Selbstverlag von Selli Engler herausgegeben, laut Impressum hatte sie ihren Sitz in der Großbeerenstraße 74 III in Kreuzberg, dem Wohnsitz der Konzertsängerin Hermine Behn. Engler war gleichzeitig Verlegerin, Herausgeberin und Redakteurin, aus finanziellen Zwängen und aus Krankheitsgründen musste sie die Veröffentlichung zweimal unterbrechen. Gedruckt wurde die BIF in Mitsching's Buchdruckerei in Berlin, die Hefte von 1927 wurden durch den Zeitschriftenvertrieb GroBuZ ausgeliefert, Anzeigenannahmestellen gab es in mehreren großen Städten Deutschlands.
Soweit bekannt sind nur drei Ausgaben erhalten, ein Heft Nr. 1, dessen Jahrgang unbekannt ist sowie die Hefte 2 und 3 aus dem Jahrgang 1927. Die einzigen bekannten Originale besitzt die Deutsche Nationalbibliothek in Leipzig, das Spinnboden – Lesbenarchiv und Bibliothek, das Schwule Museum und die Magnus-Hirschfeld-Gesellschaft in Berlin sowie die Bibliothek der University of Wisconsin–Madison verfügen über Kopien.
Die genauen Daten des Erscheinens der BIF sind nicht gesichert, da zwei der drei Hefte keine Datumsangaben enthalten. In der Forschung wurden lange 1924 oder 1926 als mögliche Ersterscheinungsjahre genannt, inzwischen wird davon ausgegangen, das die erste Ausgabe 1926 erschien. Die beiden anderen erhaltenen Ausgaben stammen aus dem Jahr 1927, im selben Jahr stellte Engler die BIF ein und begann für die Zeitschrift Frauenliebe zu schreiben. In der Ausgabe Nr. 3/II wird zwar angemerkt „Die „BIF“ Nr. 5, 6, 7, 8/9, 10/11 aus dem Jahrg. 1924 können noch nachgeliefert werden.“, ein tatsächliches Erscheinen dieser Ausgaben gilt allerdings als unwahrscheinlich.
Die BIF hatte einen Umfang von 24 Seiten und erschien als „Monatsschrift“ an jedem Monatsersten. Sie kostete 1927 1 Mark und konnte auch abonniert werden. Im letzten Heft 3/II kündigte Engler eine Reduktion des Umfangs bei gleichzeitiger Senkung des Preises auf 0,50 Mark an, das Heft umfasste dann nur noch 12 Seiten.

## Redaktion und Inhalte
Die BIF war als erste lesbische Zeitschrift vollständig in der Hand einer lesbischen Frau; alle anderen Zeitschriften erschienen in männlich dominierten Kontexten oder wurden von Männern redaktionell geprägt.
Die BIF veröffentlichte schwerpunktmäßig literarische Arbeiten wie Kurzprosa und Gedichte sowie vereinzelt historische Biografien und Auszüge theoretischer Texte. Ihre Absicht war es, damit eine niveauvolle Ergänzung zum ihres Erachtens unzureichenden Angebot zeitgenössischer lesbischer Zeitschriften zu bieten. Im Gegensatz zu anderen lesbischen Zeitschriften wie der Frauenliebe oder Die Freundin verzichtete sie auf Berichte und Anzeigen zum lesbischen Sozialleben der Stadt.
Alle für die BIF verfassten redaktionellen Inhalte stammten von Frauen, viele Texte waren von Engler selbst, neben ihr traten vor allem Olga Lüdeke und Ilse Espe öfter in Erscheinung. Von den zehn namentlich bekannten Autorinnen veröffentlichten fünf später auch in der Frauenliebe. Neben ihren Texten gab es auch ausschnittweise Nachdrucke aus Werken von Männern, die redaktionell als für die Leserinnen von Interesse ausgewählt wurden, so von Alexandre Dumas („Lady Hamilton“), Magnus Hirschfeld oder Otto Weininger.

## Rezeption
Zeitgenössisch ist kaum eine Rezeption der Zeitschrift dokumentiert. Franz Scott schrieb 1933, das die BIF „künstlerisch und literarisch vortreffliche Ansätze“ gewagt habe, damit sei die BIF den anderen lesbischen Zeitschriften Freundin, Frauenliebe und Garçonne niveaumäßig überlegen gewesen und nur an der Anspruchslosigkeit der Zielgruppe gescheitert. Scotts Urteil wurde 2015 später von Hanna Hacker allerdings deutlich als befangen, widersprüchlich und einseitig kritisiert. Als visuelles Zeugnis ist ein Foto von Magnus Hirschfeld aus dem Jahr 1927 erhalten, das neben anderen Zeitschriften zwei Ausgaben der BIF aus dem Archiv des Institut für Sexualwissenschaft zeigt. 1938 erwähnte der nationalsozialistische Jurist Rudolf Klare die BIF in seinem Artikel „Zum Problem der weiblichen Homosexualität“ als Beispiel für die „umfangreiche Presse“ der „Organisationen der weiblichen Homosexuellen“ der zwanziger Jahre.
Mit ihrer Wiederentdeckung seit den späten 80er Jahren wird vor allem in der internationalen Forschung gewürdigt, das die BIF die erste (und bis zum Erscheinen von Vice versa 1947 die einzige) lesbische Zeitschrift der Welt gewesen ist, die ausschließlich von Frauen verlegt, herausgegeben und geschrieben wurde, Florence Tamagne nannte dies die „unique quality“ der BIF. Inhaltlich ist die Bewertung der BIF eher zurückhaltend, Claudia Schoppmann beschrieb sie 2016 als „auf niedrigem literarischem Niveau stehende Monatsschrift“.